# Typhlodromus lataniae
Typhlodromus lataniae är en spindeldjursart som beskrevs av El-Badry 1968. Typhlodromus lataniae ingår i släktet Typhlodromus och familjen Phytoseiidae. Inga underarter finns listade i Catalogue of Life.